# 2 체인즈
투 체인즈(2 Chainz, 본명: Tauheed Epps, 1977년 9월 12일 ~ )는 미국의 래퍼이다. 자신의 오랜 친구인 Earl "Dolla Boy" Conyers와 함께 남부 힙합 듀오 Playaz의 멤버이다. 그들은 루다크리스의 'Disturbing tha Peace Label'과 계약한 것과, 데뷔 싱글인 "Duffle Bag Boy"로 잘 알려져 있다.
2012년 2월, 2 Chainz는 Universal Music Group 산하에 있는 Def Jam Records와 솔로 계약을 체결했다. 다음 달, 그는 자신의 데뷔 앨범인 "Based on a T.R.U. Story"를 발표했다. 세 개의 성공적인 싱글인 "No Lie", "Birthday Song", "I'm Different"가 이 앨범에 있으며, 그 싱글 모두가 Billboard Hot 100의 상위 50위 안에 들었다.